# László Szőke
László Szőke (Budapest, 17 ottobre 1930 – Udine, 19 marzo 2014) è stato un calciatore ungherese.

## Biografia
A fine carriera si stabilì in provincia di Udine.  È scomparso nel 2014 all'età di 83 anni dopo una lunga malattia.

## Carriera
Nel 1949 si trasferì in Italia sotto contratto con il Fanfulla, disputando un campionato di Serie B, dopo alcune esperienze all'estero in Colombia con lo Junior Barranquilla (nel periodo del cosiddetto El Dorado) e in Francia con il Racing, tornò in Italia in Serie A nell'Udinese, con i bianconeri esordì a Roma il 19 settembre 1952 in Lazio-Udinese (1-2). Con l'Udinese disputò tre campionati di Serie A, nel terzo anno di Laszlo a Udine la squadra si piazzò in seconda posizione, dietro al Milan, nella stagione 1954-1955, ma venne poi retrocessa di categoria per illecito sportivo.
Szőke si trasferì quindi alla Triestina dove si fermò per cinque stagioni e con gli alabardati vinse il campionato di Serie B nel 1957-1958.
Alla fine della stagione del 1960 fu ceduto al Brescia, squadra allenata dall'ungherese György Sárosi, con le rondinelle lombarde disputò 28 partite.
Tornò a Trieste alla fine di quella stagione. Con la squadra della Triestina, in serie B divenne uno dei punti di forza della squadra, vincendo nel 1961-1962 il campionato di Serie C, ritornando immediatamente in Serie B dove finì la sua carriera.
In carriera ha totalizzato complessivamente 147 presenze e 15 reti in Serie A, e 116 presenze e 9 reti in Serie B.

## Palmarès
- Serie B: 1

Triestina: 1957-1958
- Serie C: 1

Triestina: 1961-1962 (girone A)